# Planctolpium martinezi
Espèce
Planctolpium martinezi est une espèce de pseudoscorpions de la famille des Hesperolpiidae.

## Distribution
Cette espèce est endémique de Cuba.

## Description
Le mâle holotype mesure 2,25 mm et les femelles de 2,10 à 2,41 mm.

## Étymologie
Cette espèce est nommée en l'honneur de Carlos Alberto Martínez Muñoz.

## Publication originale
- Barba, 2024 : « Planctolpium martinezi, a new species of Hesperolpiidae (Arachnida: Pseudoscorpiones) from Cuba. » Revista Iberica de Aracnologia, no 44, p. 110–112.